# Paul Is Live
Paul Is Live (рус. Пол жив) — концертный альбом Пола Маккартни, выпущенный в 1993 во время его мирового тура (New World Tour) в поддержку студийного альбома Off the Ground. На обложке альбома помещены различные изображения, намекающие на популярную конспирологическую теорию о том, что Пол Маккартни погиб в 1966 году и был заменён двойником («Пол мёртв»).

## Об альбоме
Название и обложка альбома являются как бы откликом на популярную конспирологическую теорию о том, что Пол Маккартни погиб в 1966 году и был заменён двойником («Пол мёртв»). Эта теория широко распространилась в 1969 году после выхода Abbey Road, последнего (по времени записи) студийного альбома The Beatles:
- Автомобиль «Фольксваген-жук», на котором был номер «28IF» («28 если» как сообщение, что Маккартни было бы 28, если бы он был жив во время выхода Abbey Road), теперь носит номер «51IS» («51 есть» — говоря о том, что в 1993 году Полу исполнился 51 год).
- На обложке альбома Маккартни изображён в ботинках — на обложке Abbey Road он босой (намёк на то, что покойников часто хоронят босиком).
- Пол делает шаг левой ногой, тогда как на обложке Abbey Road он единственный из всех «битлов» делал шаг правой ногой (указывалось как на ещё один «намёк» на то, что «Пол теперь не такой, как остальные трое битлов» — то есть мёртвый).
- Сторонниками теории «Пол мёртв» то, что на обложке Abbey Road Пол держит сигарету, будучи любителем экологии, причем в правой руке, как левша, тоже воспринималось как «указание на тайну о смерти Пола» — как бы в нарочитое противопоставление этому, на обложке Paul Is Live Пол держит поводок собаки в левой руке.
- На обложке Abbey Road, если провести линию от «фольксвагена-жука» к другим машинам, она перечеркнёт голову Пола (согласно «теории о смерти Пола», он погиб в результате автокатастрофы, после которой его машина загорелась и взорвалась, а взрывом Полу оторвало голову). На Paul Is Live Маккартни наклонился вперёд, так что эта линия проходит мимо его головы.
- На обложке Paul Is Live отсутствует чёрная полицейская машина-фургон, которая, по мнению сторонников «теории», присутствовала на обложке Abbey Road как намёк на то, что менеджер The Beatles Брайан Эпстайн якобы заплатил полиции за сокрытие информации об автокатастрофе, в которой погиб Пол.

Собака на обложке Paul Is Live — староанглийская овчарка Эрроу (англ. Arrow, Стрела); это один из потомков Марты, собаки Пола в 1960-е, о которой он написал песню «Martha My Dear» (рус. Моя дорогая Марта).
Как основа для коллажа на обложке Paul Is Live (идею коллажа придумал сам Пол) взята именно фотография с обложки Abbey Road, сделанная фотографом Иэном Макмилланом; с неё удалены фигуры всех четверых «битлов». Есть и другие отличия — наиболее заметным является отсутствие машины такси справа. Коллаж был создан специалистом по компьютерной графике Эрвином Кьюстермансом (Erwin Keustermans); он удалил с исходной фотографии фигуры «битлов» и добавил фигуры Пола и собаки, взятые с фотографии, сделанной Линдой Маккартни.

## Выпуск альбома
Paul Is Live был выпущен в свет 8 ноября 1993. Альбом, содержащий эпизоды из выступлений Маккартни в Австралии и нескольких городах США в 1992 и 1993, явился продолжателем предыдущего концертного альбома Маккартни, также записанного во время мирового тура тремя годами раньше, Tripping the Live Fantastic. Сравнивая эти два альбома, критики и публика не ощутили особой «новизны» — и даже необходимости — в выпуске ещё одного «концертного» альбома (хотя единственной песней, присутствующей на обоих альбомах, была «Live And Let Die»); в результате Paul Is Live стал наиболее плохо продававшимся альбомом Маккартни за его карьеру. В чарте Великобритании альбом поднялся лишь до 34-го места, в США — до 78-го.
После выпуска Paul Is Live Маккартни сделал продолжительную паузу в выпуске новых сольных альбомов, начиная с 1994 года сосредоточившись на некоторое время на работе над беспрецедентным проектом «Антология The Beatles» совместно с Джорджем Харрисоном, Ринго Старром и Джорджем Мартином. Это отняло у него достаточно много сил и времени в течение следующих двух лет, и следующий альбом Маккартни — Flaming Pie — вышел только в 1997.

## Список композиций
Слова и музыка всех песен — Пол Маккартни, кроме указанных особо.
| №   | Название                     | Автор(ы)                                                          | Где, когда записано | Длительность |
| --- | ---------------------------- | ----------------------------------------------------------------- | --- | ------------ |
| 1.  | «Drive My Car»               | Леннон — Маккартни                                                | Канзас-сити, США 31 мая 1993 | 2:34         |
| 2.  | «Let Me Roll It»             |                                                                   | Будлер, США 26 мая 1993 | 4:10         |
| 3.  | «Looking for Changes»        |                                                                   | Канзас-сити, США 31 мая 1993 | 2:43         |
| 4.  | «Peace in the Neighbourhood» |                                                                   | Будлер, США 26 мая 1993 | 4:50         |
| 5.  | «All My Loving»              | Леннон — Маккартни                                                | Нью-Йорк, США 11 июня 1993 | 2:16         |
| 6.  | «Robbie’s Bit (Thanks Chet)» | Робби Макинтош; его сольный номер, «вдохновлённый Четом Аткинсом» | Шарлотта, США 15 июня 1993 | 1:35         |
| 7.  | «Good Rockin' Tonight»       | Рой Браун                                                         | Шарлотта, США 15 июня 1993 | 2:48         |
| 8.  | «We Can Work It Out»         | Леннон — Маккартни                                                | Нью-Йорк, США 11 июня 1993 | 2:42         |
| 9.  | «Hope of Deliverance»        |                                                                   | Нью-Йорк, США 11 июня 1993 | 3:29         |
| 10. | «Michelle»                   | Леннон — Маккартни                                                | Будлер, США 26 мая 1993 | 2:56         |
| 11. | «Biker Like an Icon»         |                                                                   | Будлер, США 26 мая 1993 | 3:40         |
| 12. | «Here, There and Everywhere» | Леннон — Маккартни                                                | Сидней, Австралия 22 марта 1993 | 2:29         |
| 13. | «My Love»                    |                                                                   | Сан-Антонио, США 29 мая 1993 | 4:06         |
| 14. | «Magical Mystery Tour»       | Леннон — Маккартни                                                | Сидней, Австралия 22 марта 1993 | 3:15         |
| 15. | «C'Mon People»               |                                                                   | Канзас-сити, США 31 мая 1993 | 5:38         |
| 16. | «Lady Madonna»               | Леннон — Маккартни                                                | Атланта, США 1 мая 1993 | 2:33         |
| 17. | «Paperback Writer»           | Леннон — Маккартни                                                | Шарлотта, США 15 июня 1993 | 2:39         |
| 18. | «Penny Lane»                 | Леннон — Маккартни                                                | Будлер, США 26 мая 1993 | 2:58         |
| 19. | «Live and Let Die»           | Пол Маккартни, Линда Маккартни                                    | Будлер, США 26 мая 1993 | 3:51         |
| 20. | «Kansas City»                | Джерри Лейбер, Майк Столлер                                       | Канзас-сити, США 31 мая 1993 | 3:54         |
| 21. | «Welcome to Soundcheck»      |                                                                   | различные «ночные» звуки — шум пролетающего самолёта на фоне стрекота насекомых и пр.; затем раздаётся голос Маккартни, говорящего: «Welcome To Soundcheck» (рус. Добро пожаловать на саундчек) | 0:41         |
| 22. | «Hotel in Benidorm»          |                                                                   | Будлер, США 26 мая 1993 | 2:00         |
| 23. | «I Wanna Be Your Man»        | Леннон — Маккартни                                                | Сидней, Австралия 22 марта 1993 | 2:36         |
| 24. | «A Fine Day»                 |                                                                   | Нью-Йорк, США 11 июня 1993 | 6:18         |

Все треки после «Kansas City» записаны во время саундчеков в различных городах и содержат большую долю импровизации.

## Участники записи
- Пол Маккартни — ведущий вокал, акустическая и электрогитары, бас-гитара, фортепиано
- Линда Маккартни — бэк-вокал, клавишные, перкуссия, автоарфа
- Хэмиш Стюарт[англ.] — акустическая и электрогитары, акустическая и электрическая бас-гитары, бэк-вокал
- Робби Макинтош[англ.] — акустическая и электрогитары, бэк-вокал
- Пол 'Уикс' Уикенс[англ.] — клавишные, аккордеон, акустическая гитара, перкуссия, бэк-вокал
- Блэйр Каннингхэм[англ.] — барабаны, перкуссия

### Технический персонал
- Инженеры звукозаписи: Paul «Pablo» Boothroyd, Geoff Emerick, Eddie Klein, Bob Kraushaar, Julian Mendelsohn, Sir Patrick Moore, John Roden
- Микширование: Джефф Эмерик
- Фотографии: Ian MacMillan, Линда Маккартни
- Арт-директор: Roger Huggett

## Пол Маккартни. Пол жив!
Во время мирового тура Маккартни и его группы в 1993 году был снят 85-минутный музыкальный фильм под названием Paul Is Live: In Concert on the New World Tour (рус. Пол Маккартни. Пол жив!). Фильм вышел в том же году компаниями MPL и Rounder Home Video и был снят режиссёром Обри Пауэллом, бывшим сорежиссёром фильма о предыдущем туре Маккартни Назад (1991).